# Le Révélateur
Pour plus de détails, voir Fiche technique et Distribution.
Le Révélateur est un film français expérimental réalisé par Philippe Garrel, sorti en 1968.

## Synopsis
Un petit garçon s'oppose avec ses parents dans un univers onirique.

## Fiche technique
- Titre : Le Révélateur
- Réalisation : Philippe Garrel
- Scénario : Philippe Garrel
- Photographie : Michel Fournier
- Cadreur : Philippe Rousselot
- Montage : Philippe Garrel
- Production : Sylvina Boissonnas, Philippe Garrel et Claude Nedjar
- Tournage : mai 1968 en Bavière
- Pays d'origine : France
- Genre : drame
- Format : Noir et blanc - Muet - 35 mm
- Durée : 67 minutes
- Date de sortie : 1968

## Distribution
- Stanislas Robiolle : L'Enfant
- Laurent Terzieff : Le Père
- Bernadette Lafont : La Mère

## Tournage
- L'enfant du film, Stanislas Robiolle (s'écrit sans "s") est le fils du réalisateur Jacques Robiolles.
- Séparée du sculpteur Diourka Medveczky, Bernadette Lafont vivait alors avec le réalisateur de ce film[1].
- La mécène Astrid Holberg, qui finançait le tournage de ce film, aspirait tant à y jouer un rôle, convoitant même celui attribué à Bernadette Lafont, qu'elle fut autorisée à improviser une danse devant la caméra en ignorant que son chargeur était vide[1].
- Une image du film est utilisée pour la pochette de l’album Oedipus Schmoedipus (1996) de Barry Adamson.

## Distinctions
Le film a été présenté à la Quinzaine des réalisateurs, en sélection parallèle du festival de Cannes 1970.